# Joachim Nettelbeck (Hochschulmanager)
Joachim Nettelbeck (* 1944 in Mannheim) ist ein deutscher Jurist und Hochschulmanager, und war bis 2012 Sekretär des Wissenschaftskollegs zu Berlin.
Nettelbeck studierte nach dem Abitur 1963 im Landerziehungsheim Louisenlund Jura und Soziologie in Freiburg im Breisgau und Berlin. Von 1971 bis 1977 war er Verwaltungsleiter der Berliner Fachhochschule für Wirtschaft. Während eines Forschungsaufenthalts in Frankreich promovierte er 1978/79 mit einer Dissertation „Zur Berufung von Hochschullehrern in der Bundesrepublik und in Frankreich“. Von 1979 bis 1981 arbeitete er als Vorstandsassistent beim Deutschen Akademischen Austauschdienst (DAAD) in Bonn. Von Beginn 1981 bis 2012 war er der prägende Generalsekretär des Wissenschaftskollegs zu Berlin. Es folgten Gastaufenthalte 2014 am IEA Nantes und im Herbst 2015 am Center for European Studies Harvard und am Rockefeller Archive Center.
Joachim Nettelbeck war mit dem Wissenschaftsorganisator Hellmut Becker in der Arbeit eng verbunden, in dessen Haushalt in Kressbronn er als Ziehsohn aufgewachsen war. Er ist der jüngere Bruder von Uwe Nettelbeck (1940–2007) und ein Nachkomme des Seemanns, Sklavenhändlers und Volkshelden Joachim Nettelbeck.